# Andri Bischofberger
Andri Bischofberger (* 25. Februar 1998) ist ein Schweizer Unihockeyspieler. Er steht beim Nationalliga-A-Vertreter Chur Unihockey unter Vertrag.

## Karriere

### Verein

#### Chur Unihockey
Bischofberger begann seine Karriere beim UHC Nesslau Sharks, wechselte später in den Nachwuchs von Chur Unihockey. Während der Saison 2015/16 kam er erstmals für die Churer zum Einsatz. Den Rest der Saison spielte er in der U21-Mannschaft.

#### UHC Sarganserland
Für die Saison 2016/17 wurde Bischofberger an den UHC Sarganserland verliehen um Spielpraxis zu sammeln. Er hatte eine Doppellizenz, was ihm ermöglichte zudem bei Chur Unihockey zu spielen. Bei Sarganserland kam der Defensivakteur in 31 Partien zum Einsatz und erzielte dabei fünf Skorerpunkte.

#### Chur Unihockey
Am 13. April 2017 gab Chur Unihockey die Rückkehr des talentierten Verteidigers bekannt.

### Nationalmannschaft
2015 wurde Bischofberger zum ersten Mal für die U19-Nationalmannschaft aufgeboten. Er kam während der Euro Floorball Tour in zwei Partien zum Einsatz. 2017 nahm er mit der Schweiz an der Weltmeisterschaft in Schweden teil. Die Schweiz erreichte den vierten Schlussrang hinter Finnland, Schweden und Tschechien.

## Privat
Andri Bischofberger ist der Bruder von Nicola Bischofberger, welcher ebenfalls Unihockey spielt.